# Pavlos Gavriilidis
Pavlos Gavriilidis –en griego, Πάυλος Γαβριηλίδης– (19 de julio de 1984) es un deportista griego que compitió en remo. Ganó tres medallas en el Campeonato Europeo de Remo entre los años 2007 y 2009.

## Palmarés internacional
| Campeonato Europeo | Campeonato Europeo  | Campeonato Europeo | Campeonato Europeo |
| Año                | Lugar               | Medalla            | Prueba             |
| ------------------ | ------------------- | ------------------ | ------------------ |
| 2007               | Poznań (Polonia)    | Medalla de bronce  | Cuatro sin timonel |
| 2008               | Maratón (Grecia)    | Medalla de oro     | Dos sin timonel    |
| 2009               | Brest (Bielorrusia) | Medalla de oro     | Cuatro sin timonel |